# Дом, милый дом (фильм, 1973)
«Дом, милый дом» (в оригинале название на английском языке — Home Sweet Home, фр. La fête à Jules, фр. Le home se révolte) — франко-бельгийская кинокомедия режиссёра Бенуа Лами 1973 года.

## Сюжет
Жители дома престарелых бунт устраивают против деспотизма и попечительства. Их поддерживают молодая медсестра (Клод Жад) и социальный работник (Жак Перрен) .

## В ролях
- Клод Жад (Клэр, медсестра)
- Жак Перрен (Жак, социальный работник)
- Анн Петерсен (домашний менеджер)
- Марсель Жош (Жюль, житель дома)

## Награды
- Московский международный кинофестиваль 1973: Почётный диплом[3]